# LA Weekly
LA Weekly est un hebdomadaire culturel gratuit de format tabloïd, publié tous les jeudis à Los Angeles.
Il fut fondé en 1978 par Jay Levin, entouré d'un conseil d'administration comptant dans ses rangs l'acteur et producteur Michael Douglas.
Il appartient actuellement au groupe de presse Village Voice Media (en), racheté en 2005 par le groupe New Times Media. Après la fusion, ce dernier choisit de conserver le nom Village Voice Media pour désigner le nouveau groupe ainsi créé. Le groupe possède également l'hebdomadaire new yorkais Village Voice et d'autres journaux gratuits, dont Houston Press, SF Weekly et OC Weekly (en), distribués respectivement à Houston, San Francisco et dans le Comté d'Orange.